# 帝王鮭 (加利福尼亞州)
帝王鮭（英語：King Salmon）是位於美國加利福尼亞州洪堡縣的一個非建制地區。該地的面積和人口皆未知。

## 地理
帝王鮭的座標為40°44′21″N 124°13′07″W / 40.73917°N 124.21861°W，而該地的平均海拔高度為1米（即3英尺）。